# Zuzu-Vető
Zuzu-Vető egy képzőművész szerzőpáros neve 1981-től. Zuzu: Méhes Lóránt Zuzu, Vető: Vető János NahTe.
A „posztmodern szociálimpresszionista neobarbár” művészet megteremtői. Festészetük és installációművészetük kiemelkedő jelentőségű. 1981-86 között számos hazai és külföldi kiállításon szerepeltek.

## Munkásságuk[2]
Méhes Lóránt Zuzu és Vető János NahTe 1980 szilveszterén kezdtek el együtt dolgozni. A/4-es papírokra filctollal krokikat készítettek a szilveszteri házibuli résztvevőiről (a sorozat címe Más).
Első közös akciójuk 1981-ben volt. A két művész kartondobozzal a fején némajátékot játszott, egy lakásban, általuk készített díszlet előtt. Az akciót videóra vették és fényképezték, majd az átfestett fényképekből elkészítették a Neutrin-ócska című művüket. Az akcióhoz kellékként készítettek egy papírból kivágott, kifestett négyszögletes kereket is, a „szocializmus négyszögesített kerekét” (Zuzu-Vető), amely művészetükben szimbólummá és vezérmotívummá vált.
1981 márciusában a Bercsényi Klubban rendezték meg első kiállításukat, ahol filctoll rajzokat, akrilspray-vel fújt vásznakat, kiszínezett, átfestett fotókat, és kartondobozból készített szobrokat állítottak ki, műhóban (Bam, bam, bam, csak egy kicsit hallkabban /Sok műhó semmiért).
1981 októberében a budapesti Kirakatrendező és Dekoratőr Szakközépiskola klubjában, közönség előtt, akrilspray-vel festették meg a Színes TV Twist című képüket, amellyel elnyerték a Fiatal Művészek Stúdiójának díját (Nyilvános képfestés akció). 1985-ben Glasgow-ban a Third Eye Center New Art Galleryben hasonlóképp készült a nagyméretű Három táncos című festményük.
1981 októberében a Bercsényi Klubban újabb kiállítást rendeztek, ahol képeiket a radiátorokon, a földön, az ajtón állították ki (Új Traktor Üzemiroda (lehetséges képek lehetetlen helyen). A földre helyezett TV hiradó szőnyeg, amely filctollrajzokból állt, és a tv hiradó alapján készült, politikai jelentése miatt a zsüri tiltását vonta maga után.
1981 novemberében a Fiatal Művészek Klubjában nyílt meg a Tibeti őszi tábor kiállításuk. A két művész radiátorból és fekete és fehér fóliából, szögesdrótból sátrakat épített, amelyekben a kiállításmegnyitón dobozzal a fejükön feküdtek, és fekve kacsa hápogtatón és cintányéron játszva improvizáltak. A képeiket a klub raktárában talált faliújságon és a falakon helyezték el. A sátrak körül a fólián olyan anyagokat szórtak szét, mint rézgálic, kén, benzin, magnézium, injekcióstű. Ekkor készítették el első zászlójukat, amely háromszög alakú kartonlapokból állt, rajta a kiállítás tervével, és egy karácsonyfatalpba helyezett partvisnyélre volt rögzítve, a talapzata pedig szögesdróttal körülvéve. Ezt követően kiállításaikhoz mindig felhasználtak különböző általuk kiválasztott és talált kész tárgyakat is (pl. hűtőszekrény, porszívó, szögesdrót, földgömb, rajzszög, tranzisztor, ventilátor, karácsonyfaégő, cukorka, bicska, balta, fésű), és minden kiállításhoz készítettek zászlókat is (ld. pl. Új zászlók, új szelek, Fiatal Művészek Klubja, 1983).
1982-től képeiket és installációikat egyre színesebbé, gazdagabbá tették. Akrillal és különböző festékekkel vászonra kezdtek festeni, és a képekre gyöngyöket és tárgyakat (pl. colstok, színes fényes papír) varrtak, ragasztottak (pl. Nagypapa, Nagymama, Piroska, Zuzu-Vető kettősportré), vagy a képeik szegélyét kihímezték (pl. Fejhajtás irány).
1982-től rézgáliccal, púderrel, gyöngyökkel, porfestékkel színesítették az installációikat (pl., Pinceszobortárlat, Csont és Bőr, Tulipános szőnyeg, Seizmograf című kiállítások), amelyeket “kerteknek” nevezték, a szocialista úttörőtáborokban szokásos sátorbejáratok díszítésére utalva.
1983-tól kavicsokból, csontokból, tranzisztorokból, madártollakból, drótokból, gyöngyökből vagy csirkecsontból szobrokat készítettek (Űrkőkorszaki szoborportrék). A szobrok az installációik állandó szereplői lettek (pl. Csont és bőr, Piknik a Marson című kiállítások).
Mindkét művész önállóan is dolgozott, és saját műveiket is beépítették 1984-től a közös Zuzu-Vető installációkba. Vető színesre festett fekete-fehér fotói, és Zuzu apró szobrai (kegytárgyai) vagy színes ceruzarajz mandalái is a közös mű részét képezték (Zászlók, obo oboszutrák, Himalája taxi című kiállítások).
A szocializmus jelképeit (vörös csillag, sarló, kalapács, gyár, lakótelep, traktor, Trabant) keverték össze ősi jelekkel és szimbólumokkal (szív, koponya, csont, tulipán, Eiffel torony, piramis, Szabadság-szobor, nemi szervek, hangszerek). A képek narratívak, a szimbólumok, jelek összeolvashatók. Aktuális esemény, vagy egy álom elmesélésére szolgálnak, mágikus, a jövőt pozitív irányba befolyásoló céllal. Mestereiknek Szentjóby Tamást, Baksa Soós Jánost és Hajas Tibort tekintették. 1983-ban megismerték a 11. században élt tibeti szent, Milarepa tanításait, amely mindkettőjükre nagy hatással volt.
1984-ben Méhes Lóránt Zuzu személyes élmény hatására a spiritualitás felé fordult, Vető János NahTe a zene felé (Trabant, Balaton, Európa Kiadó zenekarok). Utolsó közös nagy installációjuk 1986-ban a székesfehérvári Szent István Király Múzeumban volt.
2002-óta ismét rendszeresen dolgoznak együtt, változatlanul Zuzu-Vető néven jegyzik közös képeiket, és így szerepelnek közös kiállításaikon.

## Kiállítások

### Válogatott egyéni kiállítások
- 1981• Bam-Bam, csak egy kicsit halkabban (Sok műhó semmiért), Bercsényi Kollégium, Budapest • Új traktor-üzemiroda (Lehetetlen képek lehetetlen helyen), Bercsényi Kollégium, Budapest • Tibeti őszi tábor, Fiatal Művészek Klubja, Budapest
- 1982 • Pinceszobortárlat, Vajda Lajos Stúdió, Szentendre • Gyönyörű ez a mai nap, Rabinec Műterem, Budapest
- 1983 • Új zászlók, új szelek, Fiatal Művészek Klubja, Budapest • Az első három kő, Ifjúsági Ház, Székesfehérvár • Rabinext Műterem, Budapest • Képzőművészeti Gimnázium, Budapest
- 1984 • Tulipános szőnyeg, Lágymányosi Közösségi Ház, Budapest • Zászlók, Obo, Oboszutrák, Stúdió Galéria, Budapest • Gud and Grammatic, (alkotótárs: Szirtes János) Charlottenburg, Koppenhága
- 1985 • Post-traditionelle Kunst, Mana Galerie, Bécs
- 2006 • Zuzu-Vető kiállítás, Kis Terem, Budapest
- 2007 • Méhes Lóránt Zuzu retrospektív kiállítása, Ernst Múzeum, Budapest • Mari és Évike, Zuzu-Vető kiállítás, Memoart, Budapest
- 2013 • Feltámadunk – Új képek, Zuzu-Vető kiállítás, Neon Galéria, Budapest
- 2014 • Méhes Lóránt Zuzu retrospektív kiállítása, Kiskunfélegyháza, Művelődési Ház

### Válogatott csoportos kiállítások
- 1982 • Stúdió ’82, Műcsarnok, Budapest
- 1983 • Álomi szép képek, Budapest Galéria, Budapest • Rabinext Műterem, Budapest • Csont és Bőr, Vajda Lajos Stúdió, Szentendre • Stúdió ’83, Ernst Múzeum, Budapest
- 1984 • Stúdió ’83, Havanna • Fiatal Magyar Művészek, Galerie Szajna, Varsó • Grenzzeichen ’84, Landesgalerie im Schloss Esterházy, Eisenstadt • Kép ’84 III., Fészek Galéria, Budapest • Plánum ’84, Almássy téri Szabadidő Központ, Budapest • KB 50515253 CCA, Pécsi Galéria Pincéje, Pécs • Frissen festve, Ernst Múzeum, Budapest • Rajz/Drawing ’84, Pécsi Galéria, Pécs és Budapest Galéria, Budapest
- 1985 • 101 tárgy, Óbuda Galéria, Budapest • XI. Prezentacja Malarzy Krajów Socjalistycznych, Szczecin • Contemporary Visual Art in Hungary, Glasgow • Stúdió ’85, Ernst Múzeum, Budapest • Drei Generationen ungarischer Künstler, Graz • Pillanatkép, Műcsarnok, Budapest • Kortárs művészet Magyarországon, 18 művész, Csók István Képtár, Székesfehérvár • Unkarin Maalaustaidetta 1945-85, Helsinki
- 1986 • Idézőjelben, Csók István Képtár, Székesfehérvár • Rajz/Drawing ’86, Pécsi Galéria, Pécs • Aspekte ungarischer Maierei der Gegenwart, Leverkusen, Halle, Münster
- 2019 • Korszakkincsek, Duna Múzeum, Esztergom